# Yelicones siamensis
Yelicones siamensis är en stekelart som beskrevs av Areekul och Donald L.J. Quicke 2002. Yelicones siamensis ingår i släktet Yelicones och familjen bracksteklar. Inga underarter finns listade i Catalogue of Life.